# Селивохин, Владимир Витальевич
Влади́мир Вита́льевич Селиво́хин (23.04.1946, Москва — 08.02.2015, Москва) — советский и российский пианист. Народный артист Российской Федерации (1999), лауреат 1-й премии международного конкурса пианистов имени Бузони в Больцано (1968), профессор.
Был одним из первых советских пианистов, получивших международное признание, а также первым советским лауреатом конкурса пианистов имени Бузони. Он также является одним из самых известных в мире интерпретаторов и исполнителей произведений Сергея Рахманинова.

## Биография
Родился 23 апреля 1946 года в Москве, в семье инженера Виталия Селивохина.
Первые концерты дал в Киевской государственной филармонии в 1956 году в возрасте 10 лет. В 13 лет он с успехом сыграл Первый концерт П. И. Чайковского.
Окончил Центральную среднюю специальную музыкальную школу при Московской консерватории им. П. И. Чайковского, затем — Московскую консерваторию им. П. И. Чайковского. Учился в Киевской консерватории у В. В. Топилина. Был учеником советского пианиста Льва Оборина.
После окончания Московской консерватории в 1969 году начал работать в Московской государственной филармонии, много занимался ассистентурой и аранжировкой. В начале 1970-х годов начал гастролировать по всему миру.
Любимым композитором Селивохина всегда оставался Рахманинов. По его словам, «в концертах Рахманинова заключена вся трагическая история России XX века». Владимир Селивохин разработал собственный формат исполнения произведений Сергея Рахманинова. Четыре концерта для фортепиано с оркестром и рапсодия на тему Паганини  были представлены Селивохиным в виде единого непрерывного произведения,  которое маэстро исполнял за два вечера подряд.
В 2000-х годах создал и возглавил кафедру музыкально-исполнительского искусства в Государственной академии славянской культуры, с 2007 года ставшую факультетом.
В 2010 году Селивохин давал концерты в Японии в рамках Недели русского языка в Токио.
Во время последних гастролей в Италии[когда?] Владимир Селивохин принял участие в работе жюри Международного конкурса Феруччо Бузони.
Умер 8 февраля 2015 года. Похоронен в Москве на Пятницком кладбище.

## Дискография
Наиболее известны следующие сборники, выходившие под лейблом Мелодия:
- Токката до мажор, Две хоральные прелюдии — соль минор, фа минор, (И. С. Бах — Ф. Бузони); Этюд-картина ми бемоль минор (С. Рахманинов); Хоры, сюита (А. Кузнецов), 1978[7]
- С. Рахманинов. Соната № 1. Пьесы. 1980[8].
- Ф. Лист (1811—1886): Концерты для фортепиано с оркестром — № 1, 1986[9]
- Владимир Селивохин — фортепиано. 1987[10]
- В. А. Моцарт. Сонаты для фортепиано № 5, 6, 10, 11, 1996[11]

## Оценки
«Владимир Селивохин принадлежит к когорте лучших пианистов мира. Голос его инструмента — это голос, идущий от души к душе».— Газета L'Unione Sarda (Италия)

«Пианистическое искусство Владимира Селивохина без всякого преувеличения можно назвать поэзией — ясной и чистой, без неоправданных эффектов».— Газета Alto Adige (Италия)

## Награды
- лауреат международного конкурса пианистов имени Бузони в Больцано (1968, 1-я премия)
- заслуженный артист РСФСР (23.09.1988)
- народный артист Российской Федерации (08.01.1999)
- орден Дружбы народов
- международный приз «Бронзовый медведь» за выдающиеся заслуги в развитии русской фортепианной школы (1996)
- орден «Единение» ООН (2007)